# Tonal (mitología)

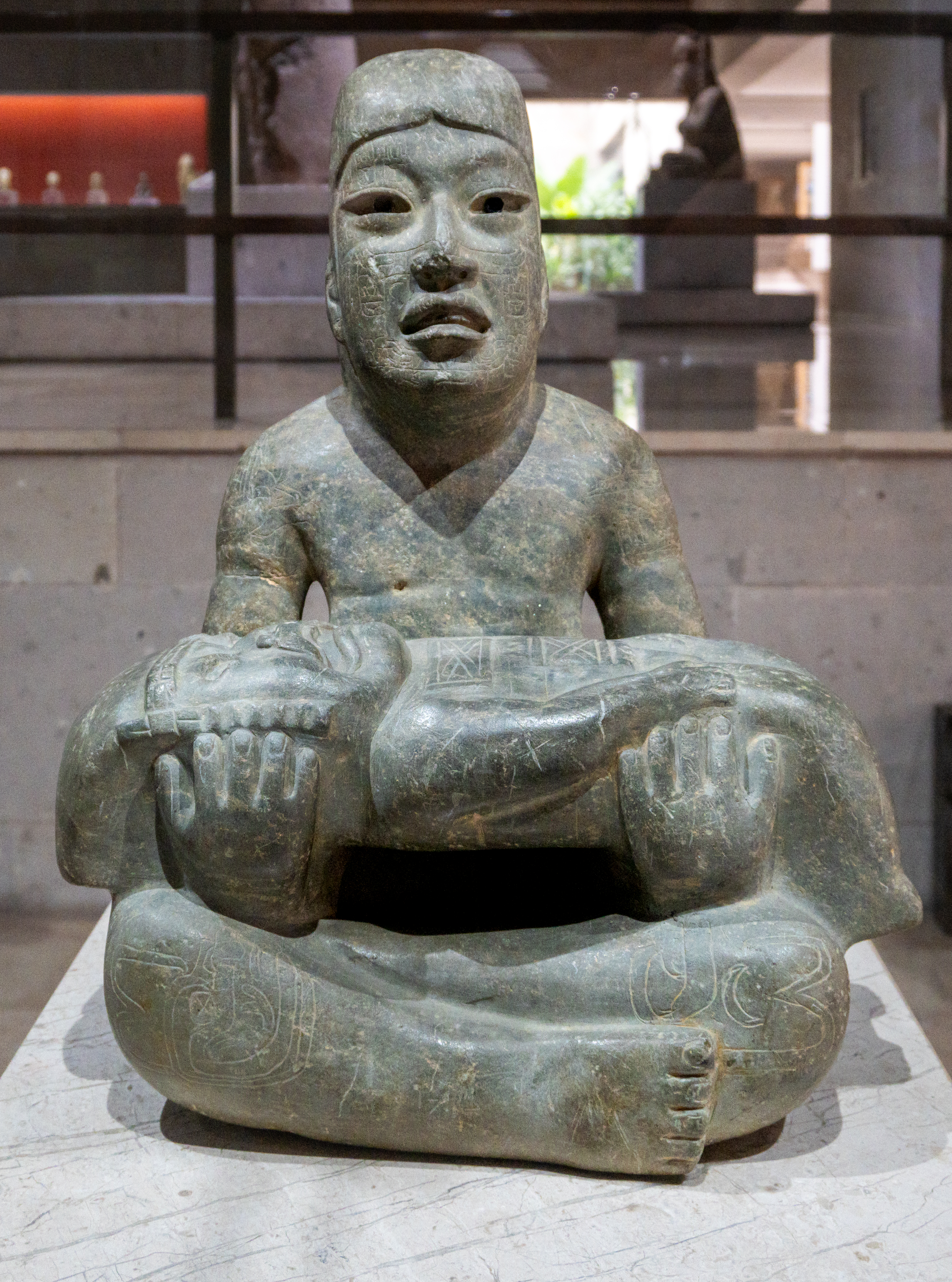
En la escultura olmeca del Señor de Las Limas (900–400 a. C.) un personaje —posiblemente un chamán o ser semidivino— sostiene en brazos a un recién nacido o a un pequeño felino, simbolizando al tonal, el doble espiritual mesoamericano.

El tonal o tonalismo es una creencia mesoamericana que sostiene que una persona al nacer adquiere un vínculo espiritual con un animal. Ese vínculo dura toda la vida y las heridas o enfermedades del animal se pueden reflejar en la persona.

## Origen y significado
La palabra tonal proviene del náhuatl tonalli, «día» o «signo solar». El calendario tonalpohualli asignaba a cada uno de sus 260 días un animal y un rasgo (fuerte o débil). La naturaleza de quien nacía ese día dependía del animal asociado. Por ejemplo, nacer en el «día del perro» confería al individuo el aspecto fuerte o débil del perro. En náhuatl, tonalli designaba tanto el día como el animal relacionado. En maya clásico, el compañero animal se llamó uay; los mixe actuales lo llaman ts’ok; los jakaltekos de Concepción Huista lo denominan yixomal ispiẍan nax, «portador de alma».

## Estudios
El estudio del tonalismo fue iniciado por el arqueólogo, lingüista y etnólogo Daniel Garrison Brinton. En 1894, publicó Nagualism: A Study in Native-American Folklore and History, donde documentó interpretaciones históricas del término y de quienes practicaban el nagualismo en México. Brinton identificó creencias asociadas con el tonalismo en comunidades modernas como los mixe, zapotecos y mixtecos.